# Santa Teresa a Chiaia
Koordinaten: 40° 50′ 13″ N, 14° 14′ 8,8″ O
Santa Teresa a Chiaia ist eine barocke Kirche in Neapel. Sie ist der heiligen Teresa von Ávila geweiht und wird von Karmelitern geführt. Sie liegt an der via Vittoria Colonna, im Stadtviertel Chiaia.

## Geschichte
Eine erste Kirche wurde von einem Bruder Pietro der spanischen Gemeinde der Unbeschuhten Karmeliter gegründet, vermutlich um 1602 auf einem Gartengrundstück in unmittelbarer Nachbarschaft des Palastes des Herzogs von Nocera. Sie wurde ursprünglich Santa Teresa Plaggie genannt, da der Ort, wo sie gebaut wurde, damals viel näher am Meer lag als heute.
Dank großzügiger Spenden der Neapolitaner, insbesondere einer Adligen namens Isabella Mastrogiudice, konnte die Kirche von 1650 bis 1662 unter der Leitung des Architekten Cosimo Fanzago größer und schöner neu errichtet werden.
Das Erdbeben von Sannio 1688 verursachte jedoch erhebliche Schäden, was zu weiteren Renovierungen und Umbauten führte.

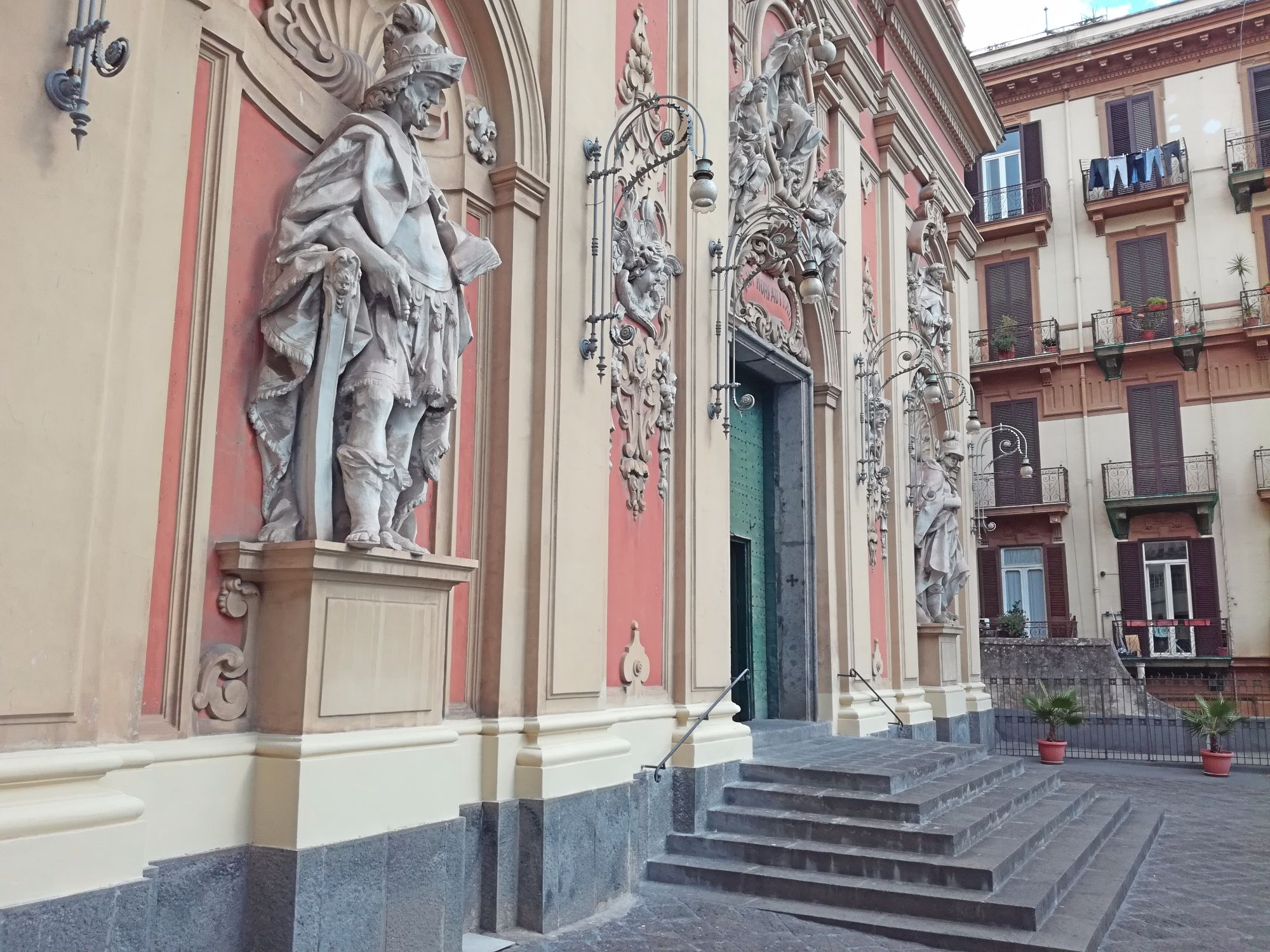
Detail der Eingangsfassade von Santa Teresa a Chiaia

## Beschreibung
Die Kirche ist ein wertvolles Zeugnis des neapolitanischen Barock. Sie wurde im Vergleich zur Straße auf einem wesentlich höheren Niveau gebaut und ist über eine Treppe zu erreichen. Die Fassade hat eine vertikale Dreiergliederung und eine reiche und elegante Stuckdekoration. Das bronzene Portal wird von zwei Nischen mit Statuen flankiert. Über dem Portal und den Nischen befinden sich jeweils runde Medaillons mit Heiligenporträts, in der Mitte über der Tür die Titelheilige, die Heilige Teresa. Auf der zweiten und dritten Ebene der Fassade befinden sich kleine bekrönende Obelisken.

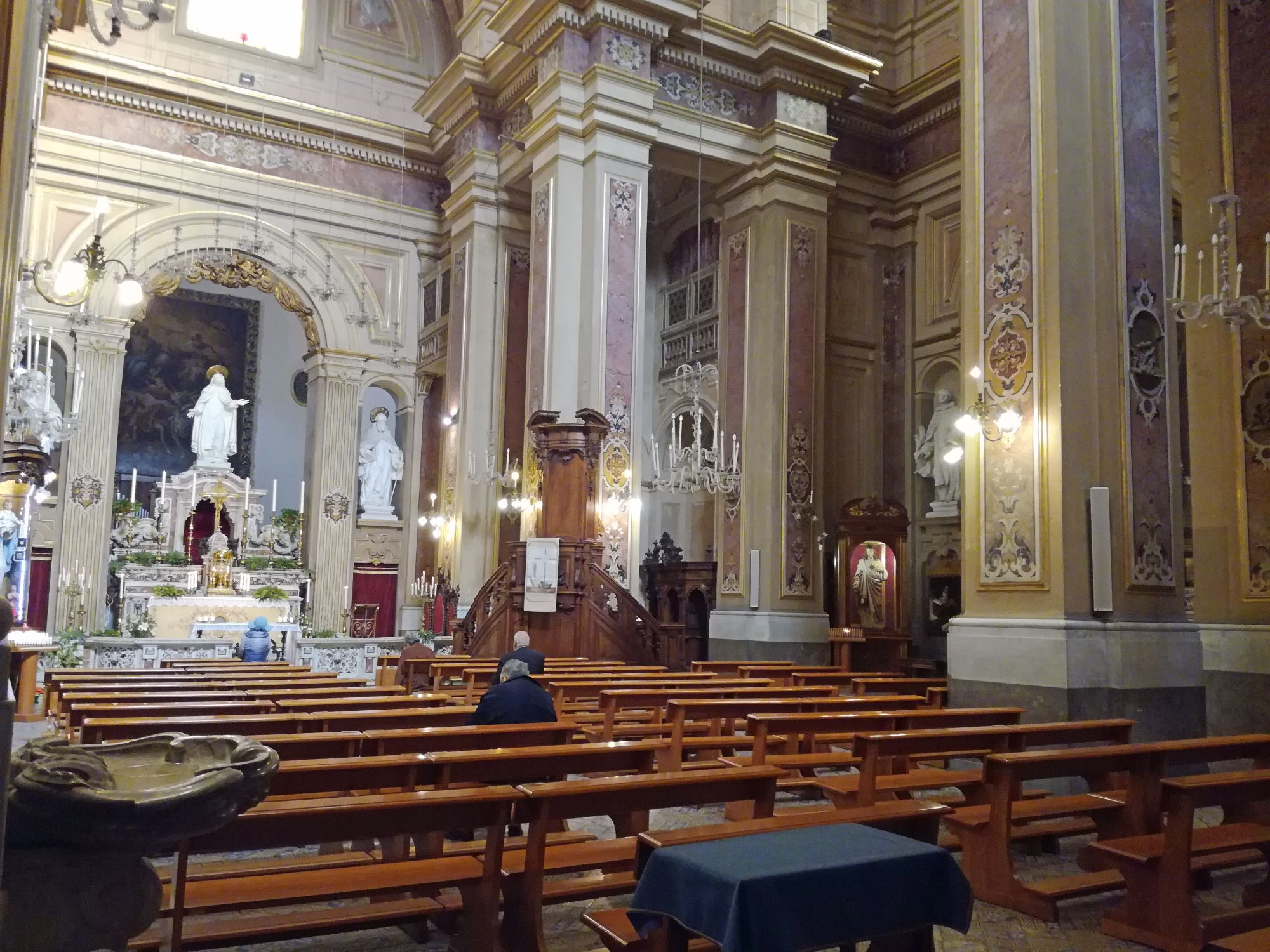
Das Innere von Santa Teresa a Chiaia

Das Innere hat die Form eines griechischen Kreuzes und beherbergt einige bedeutende Kunstwerke. Die Marmorstatue der Heiligen Teresa auf dem Hauptaltar ist das Werk von Cosimo Fanzago, während die zahlreichen Stuckskulpturen, die über die Kirche verstreut sind, auf seine Werkstatt zurückgehen. Von Luca Giordano stammen vier Altarbilder: die Ruhe auf der Flucht nach Ägypten und die Kindheit Mariens auf den beiden Altären des Querschiffs, und außerdem der Heilige Petrus von Alcantara erscheint der Heiligen Teresa (auf dem Altar der Kapelle links vom Hauptaltar) und der Heilige Petrus von Alcantara beichtet der Heiligen Teresa (über der Eingangstür). In der Kapelle links vom Hauptaltar befindet sich ein Kruzifix von Andrea Vaccaro, während in der rechten ein Gemälde von Giacomo Farelli mit der Jungfrau, die dem Heiligen Simon Stock das Skapulier überreicht und eine Visitation von Fabrizio Santafede. Drei große Leinwände ragen im Chor heraus: die Dreifaltigkeit von Giovanni Tommaso Fasano, die Ekstase der Heiligen Teresa von Nicola Viso, und die Anbetung der Hirten von Girolamo Cenatiempo.
In der Sakristei befinden sich neben barockem Mobiliar Gemälde von Paolo De Matteis, Sebastiano Conca und anderen Künstlern. An die Kirche schließt sich ein kleiner Kreuzgang mit einem Brunnen an.

## Literatur

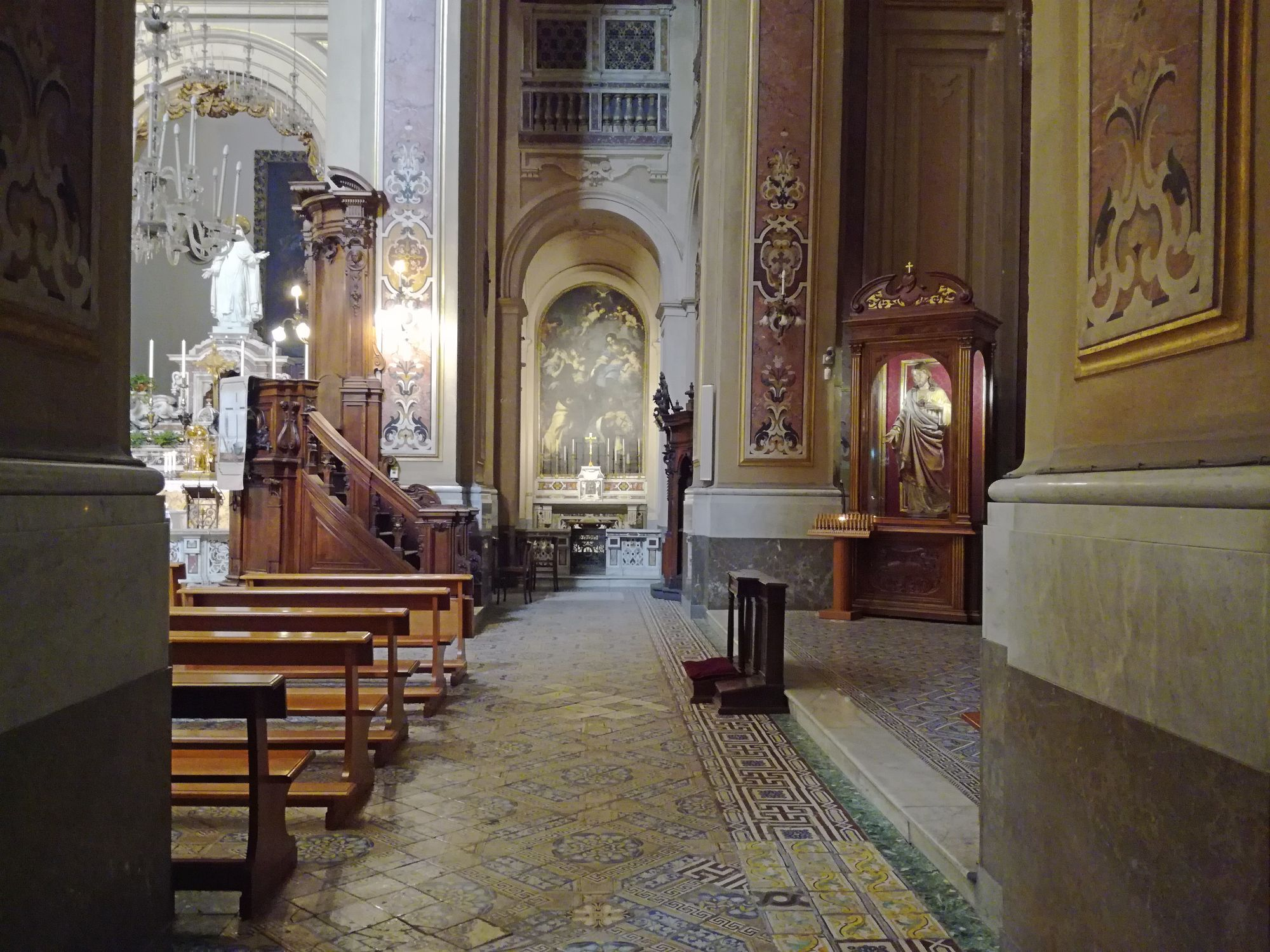
Blick ins rechte Seitenschiff